# Henri Dupuy
Pour les articles homonymes, voir Dupuy.
Henri Dupuy, en latin Erycius Puteanus, en néerlandais de Putte, professeur et philologue néerlandais, né à Venlo en 1574, mort à Louvain en 1646. Il a latinisé son nom, qui était à l'origine Eric de Put.

## Biographie
Il enseigna les belles-lettres dans l'université de cette ville. Il a publié des ouvrages divers sur l'éloquence, la sémiologie, la philosophie, l'histoire, la politique et les mathématiques.

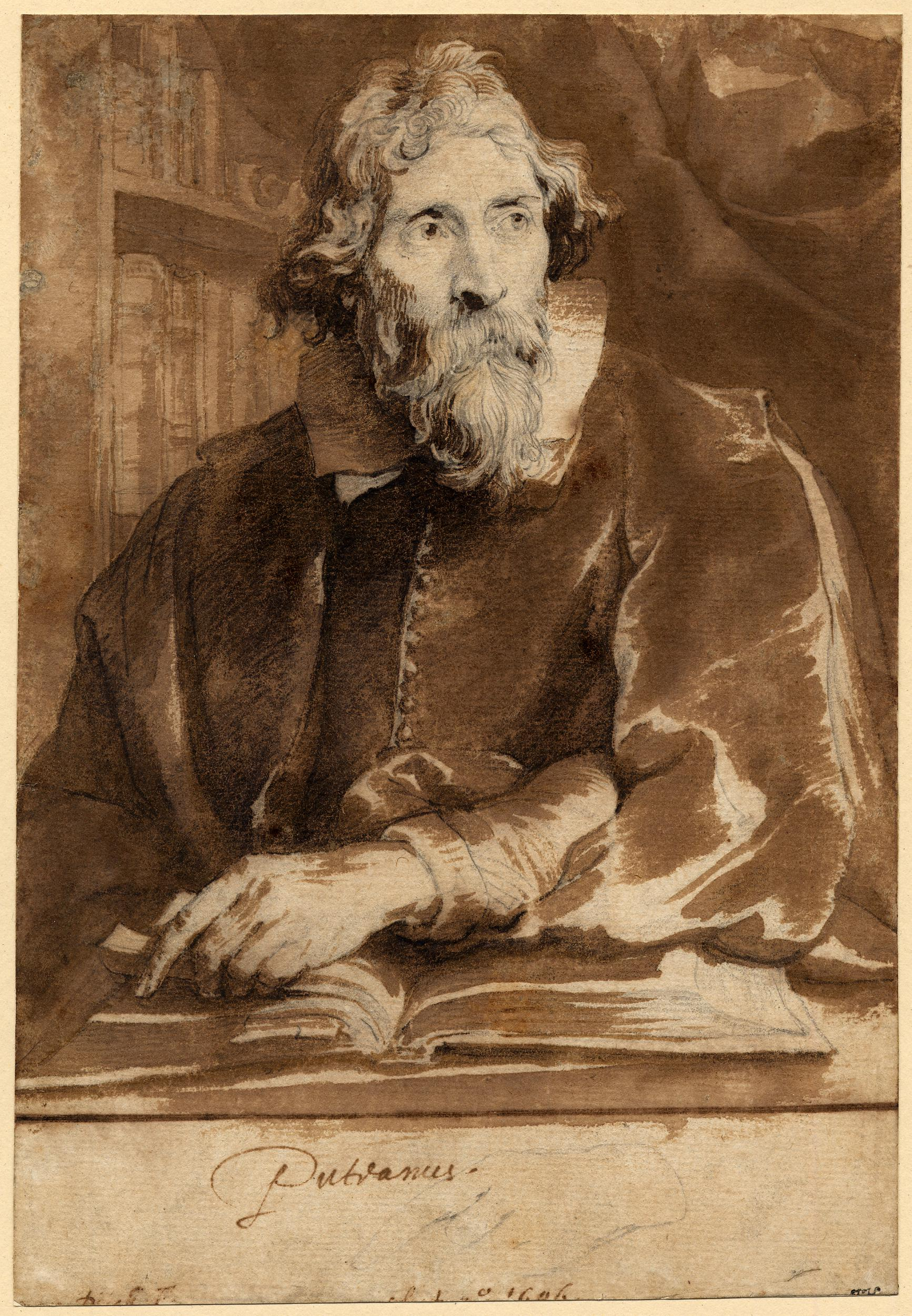
Portrait de Henri Dupuy ou Erycius Puteanus par Antoine van Dyck.

Après une scolarité à Dordrecht et au Dreikönigsgymnasium de Cologne, où il étudia l'éloquence et la philosophie, il poursuivit des études à Louvain où il devint l'élève de Juste Lipse, auprès duquel il suivit des cours d’histoire ancienne. Diplômé de droit par la suite, en 1595, il se rendit à Padoue et à Milan, où il fut nommé professeur d'éloquence en 1599. En 1601, le roi Philippe III (roi d'Espagne) le nomma son historien officiel. En 1604, il épousa Marie-Madeleine Della Torre à Milan. Peu de temps avant de quitter cette ville, il y devint docteur en droit.

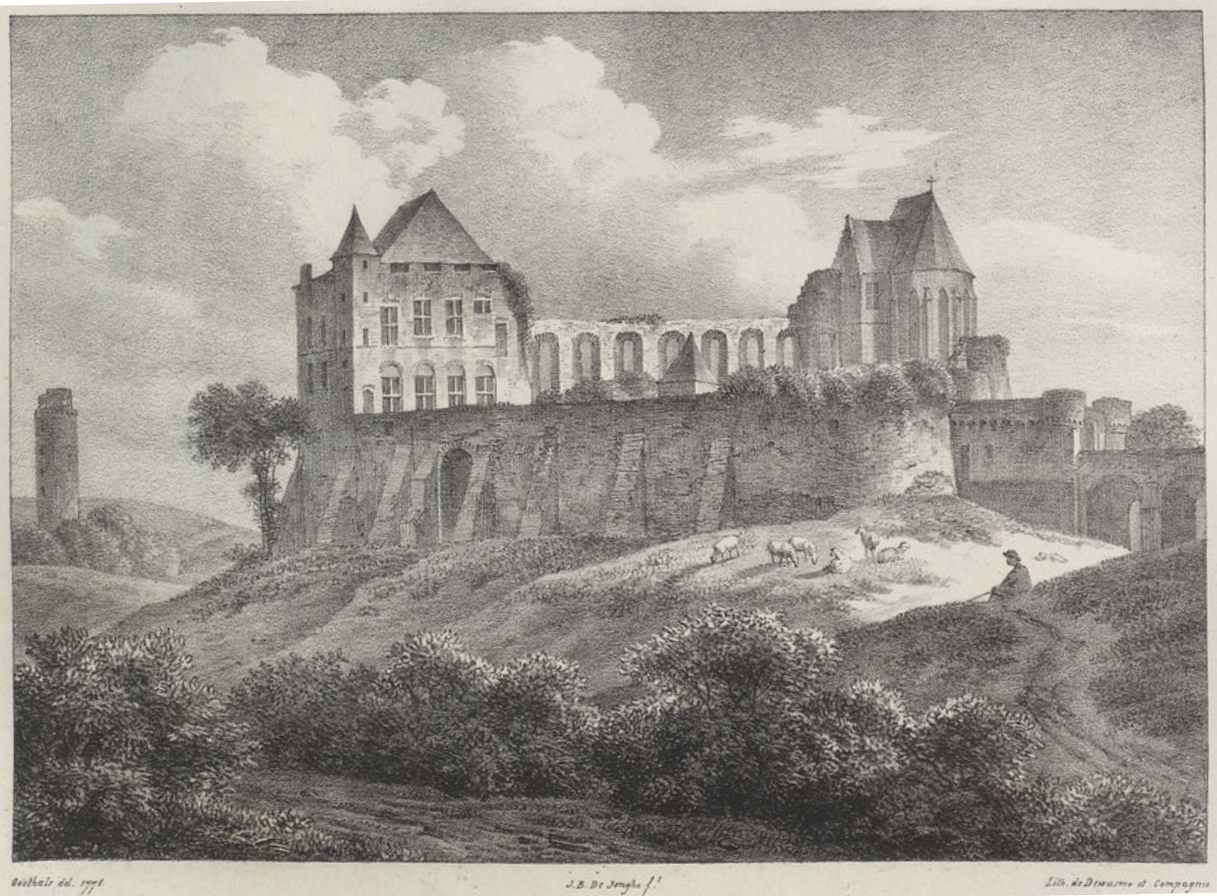
Le château de Mont César près de Louvain, résidence de Puteanus.

En 1606, il succèda au défunt Juste Lipse comme professeur à l'Université de Louvain. De 1606 jusqu'à sa mort en 1646, il y enseigna et écrivit aussi bien en latin qu’en néerlandais. Il demeura à Louvain avec sa femme et ses 14 enfants au château de Mont-César (Keizersberg)). Dans le sous-sol du château, il gardait des vins et des bières, sur lesquels il ne payait pas d'impôts à la ville de Louvain. En cette période de contre-réforme, il aurait voulu transformer sa chapelle du château en chapelle rattachée à Notre-Dame de Scherpenheuvel, où se rendaient de nombreux pèlerinages dans le sud des Pays-Bas. Cependant, ces plans ne se réalisèrent pas. Il invitait tout de même ses étudiants au château pour des conférences et des poèmes (en latin). Ses enfants l'aidaient en chantant et en jouant de la musique.
La franchise de son langage lui valut des rancunes politiques, et il faillit être poussé à l'exil à la demande de Jacques Ier d'Angleterre : celui-ci le croyait à tort l'auteur de Corona Regia (1615), une sulfureuse satire sur la filiation et le comportement du roi.
Nommé conseiller honoraire par l'archiduc Albert, il reçut une pension pour cette tâche. Il devint également membre du Conseil d'État des Pays-Bas. Resté en contact avec sa ville natale de Venlo il la représenta dans des missions diplomatiques.
Par ailleurs Puteanus était un encyclopédiste: il croyait que la meilleure façon de parvenir à la vertu était la connaissance. Il rêvait à la restauration de la brillante période classique en Belgique et au culte de l'éloquence qu'il avait rapporté d'Italie. Quand il se rendit compte de l'inutilité de ses efforts et de l'indifférence de son époque, trop intéressée et portée aux avantages matériels des sciences, il se plongea dans ses encyclopédies et produisit ses plus belles œuvres chronologiques. Son mérite comme philologue est un peu limité, cependant ses dissertations, reproduites dans le Trésor de Grævius (1632-1703) et Gronovius (1611-1671), ont une réelle valeur et peuvent encore être consultées. Il eut dix-sept enfants, dont quatre moururent en bas âge.

## Publications
- De usu fructuque librorum et Bibliothecae ac Musei Ambrosiani, Milan
- Comus sive phagesiposia cimmeria, somnium, Louvain, 1608, traduit par Nicolas Pelloquin, sous ce titre : Comus, ou Banquet dissolu des Cimmériens, Paris, 1613, Bruina, Munich, 1619.
- De usu fructuque Bibliothecae Ambrosianae, Milan, 1605
- Svada Attica, sive orationes selectae, 1623
- Comus, sive Phagesiposia Cimmeria, de luxu somnium, Louvain, 1608
- Historiae insubricae libri sex, qui irruptiones Barbarorum in Italiam continent, ab anno 157 ad annum 975.
- Pietatis thaumata in Protheum Parthenicum unius libri versum et unius versus librum, Stellarum numeris sive formis 1022 variatum, Anvers, 1617
- Bruma, sive chimonopsegnion de laudibus hiemis, ut ea potissimum apud Belgas, Munich, 1619
- Circulus urbanianus, sive linea Archemeryne, compendio descripta, Louvain, 1632
- Belli et Pacis statera, 1635
- Auspicia Bibliothecae publicae Lovaniensis, Louvain, 1639
- Nombreux ouvrages en latin et en hollandais. Entre autres : De Obsidione Lovaniensi, J. Cnobbaert, Anvers 1636. Il y décrit, entre autres, la prise et le pillage de Tirlemont en juin 1635 par les armées françaises et hollandaises alliées.
- Sedigh leven (sous le pseudonyme Honorius van den Born) (1636)
- Sedigh leven, daghelycks broodt (également sous le pseudonyme Honorius van den Born) (1638)